# María Guadalupe Gutiérrez
María Guadalupe Gutiérrez Moscoso (Sucre, 1891- La Paz, 1978) fue una profesora célebre en el sur del país, escritora y activa defensora de los derechos de las mujeres. Fue la única mujer que participó activamente en la primera etapa del movimiento cultural Gesta Bárbara. Fundó diversas escuelas dedicadas a la educación de mujeres jóvenes en la primera mitad del siglo XX.